# 西祖谷山村
西祖谷山村是過去位於日本德島縣西部的一個行政區劃，已於2006年3月1日與三好郡内的5個町村合併為三好市。以平家落人傳說及「秘境」祖谷溪而聞名。

## 歷史
過去西祖谷山村的轄區在令制國時原屬阿波國美馬郡。12世紀末的源平合戰中，平家在屋島之戰戰敗後，傳說有許多平家落人逃至此避難。
1879年實施郡區町村編制法，原本的祖谷山村被分割為西祖谷山村和東祖谷山村；最初隸屬美馬郡，直到1950年改隸屬三好郡。在21世紀初的平成大合併中，西祖谷山村與同屬三好郡下的其他4町1村合併為三好市。

### 變遷表
| 1889年10月1日 | 1889年 - 1926年      | 1926年 - 1954年      | 1955年 - 1988年           | 1989年 - 現在             | 現在                      |
| ------------- | -------------------- | -------------------- | ------------------------- | ------------------------- | ------------------------- |
| 三野村        | 1924年1月26日 三野町 | 1924年1月26日 三野町 | 1924年1月26日 三野町      | 2006年3月1日 合併為三好市 | 2006年3月1日 合併為三好市 |
| 箸藏村        | 箸藏村               | 箸藏村               | 1956年9月30日 併入池田町  | 2006年3月1日 合併為三好市 | 2006年3月1日 合併為三好市 |
| 池田村        | 1905年10月1日 池田町 | 1905年10月1日 池田町 | 1905年10月1日 池田町      | 2006年3月1日 合併為三好市 | 2006年3月1日 合併為三好市 |
| 佐馬地村      | 佐馬地村             | 佐馬地村             | 1959年3月31日 併入池田町  | 2006年3月1日 合併為三好市 | 2006年3月1日 合併為三好市 |
| 三繩村        |                      |                      | 1959年3月31日 併入池田町  | 2006年3月1日 合併為三好市 | 2006年3月1日 合併為三好市 |
| 三名村        | 三名村               | 三名村               | 1956年9月30日 併入山城町  | 2006年3月1日 合併為三好市 | 2006年3月1日 合併為三好市 |
| 山城谷村      | 山城谷村             | 山城谷村             | 1956年9月30日 山城町      | 2006年3月1日 合併為三好市 | 2006年3月1日 合併為三好市 |
| 井川村        | 1907年11月1日 辻町   | 1907年11月1日 辻町   | 1959年4月1日 合併為井川町 | 2006年3月1日 合併為三好市 | 2006年3月1日 合併為三好市 |
| 井內谷村      |                      |                      | 1959年4月1日 合併為井川町 | 2006年3月1日 合併為三好市 | 2006年3月1日 合併為三好市 |
| 東祖谷山村    |                      |                      |                           | 2006年3月1日 合併為三好市 | 2006年3月1日 合併為三好市 |
| 西祖谷山村    |                      |                      |                           | 2006年3月1日 合併為三好市 | 2006年3月1日 合併為三好市 |

## 交通

### 鐵路
- 四國旅客鐵道
  - 土讃線：（山城町（日语：山城町 (徳島県)）） - 大步危車站 - （高知縣大豐町）

## 觀光資源
- 新祖谷溫泉

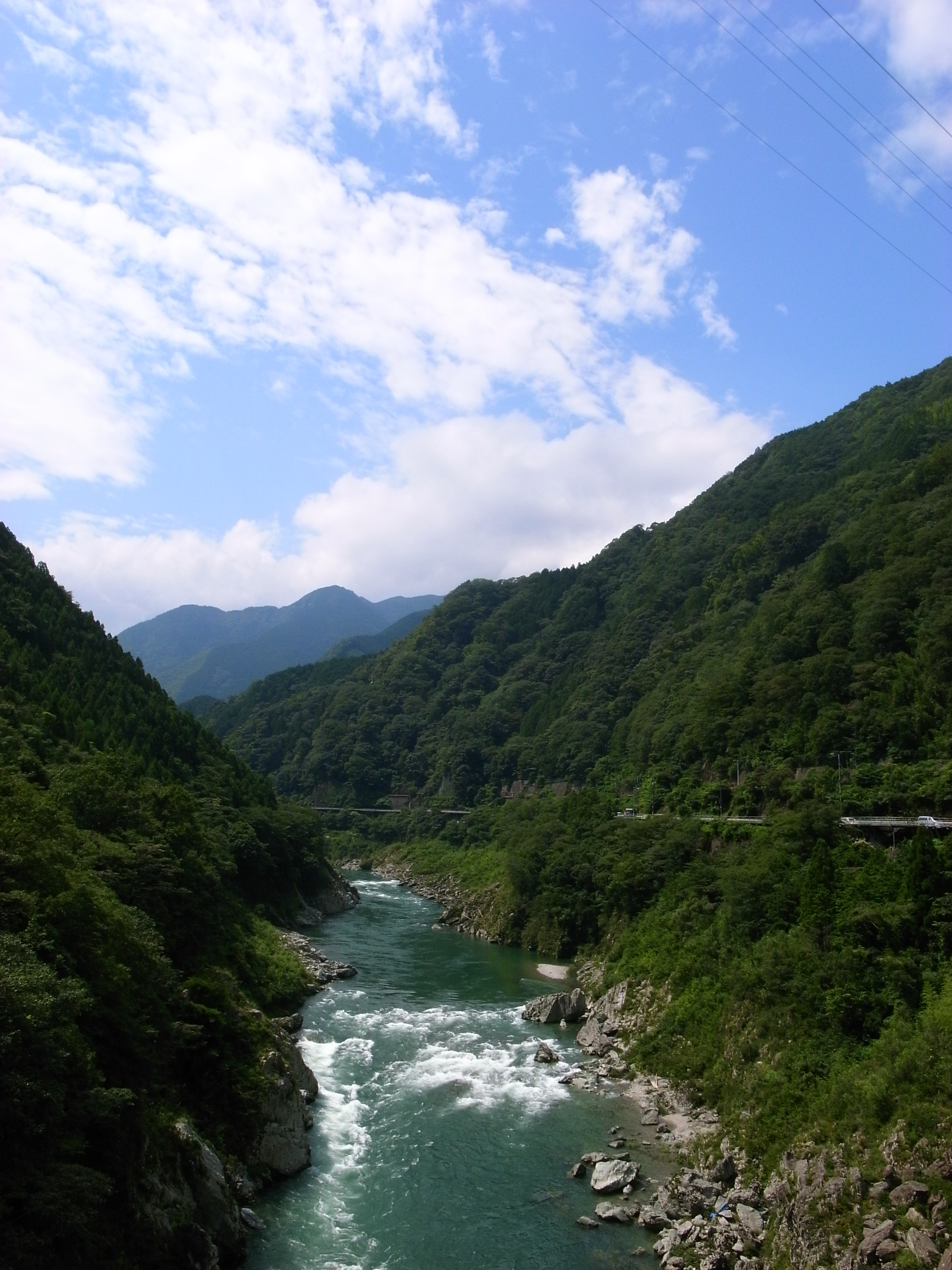
祖谷溪

- 大步危：位於西祖谷山村與山城町之間的峽谷。
- 祖谷溪：被列入日本清流百選、德島88景。
- 祖谷的蔓橋。
- 平家屋敷民俗資料館（西岡家住宅）：關於平家落人的資料館。
- 德善屋敷：山岳武士住宅。